# Hyneria
 Hyneria  ist eine Gattung der Knochenfische innerhalb der ausgestorbenen Osteolepiformes aus dem Oberdevon von Nordamerika (ca. 360 mya). Es sind nur einige Fossilfunde aus den Sedimentgesteinen im US-Bundesstaat Pennsylvania bekannt, die aus Teilen des Schädels und des Schultergürtels bestehen. Hyneria erreichte wahrscheinlich eine Körperlänge von drei bis vier Metern und könnte damit einer der Spitzenprädatoren dieser Zeit in ihrem Lebensraum gewesen sein. Charakteristisch für die Gattung sind eine breite, stumpfe Schnauze, kleine Augen, ein gut entwickeltes Seitenliniensystem am Kopf und auf dem Körper und Schuppen mit gesägten Außenrändern.
Der von Keith Stewart Thomson in seiner Erstbeschreibung von 1968 gewählte Name für die neue Gattung bezieht sich auf die Ortschaft Hyner, Pennsylvania, da in der Nähe die ersten Fossilien (Holotyp) in der Oswayo-Formation gefunden wurden. Der Artzusatz der einzigen bekannten Art H. lindae ehrt Thomsons Ehefrau.
Hyneria ist wahrscheinlich eng mit der etwa gleich alten Gattung Eusthenodon aus dem Famennium verwandt. Die Frage, ob Hyneria mit dieser Gattung identisch ist (jüngeres Synonym), ist auf Grund des Erhaltungszustands des Fossilmaterials noch offen.

## Belege
- Keith Stewart Thomson: A new Devonian fish (Crossopterygii: Rhipidistia) considered in relation to the origin of the Amphibia. Postilla, 124, S. 1–13, New Haven 1968 PDF.
- Hyneria lindae in der Devonian Times